# 72-es busz (Szeged)
A szegedi 72-es jelzésű autóbusz Szegedi Ipari Logisztikai központ és Marostő, Erdélyi tér között közlekedik. A vonalat a Volánbusz Zrt. üzemelteti.

## Története
Régi 72-es
A régi 72-es busz a Mars tér és Új-Petőfitelep között közlekedett. Új-Petőfitelepre a 21-es (régebben 21Y) busz jár. A 72-es mellett Baktóba a 77-es (régebben: 72Y) közlekedik. A 72Y járat 2012. április 10-i átnevezésével szűnt meg a számütközés az új 72-esével.
Új 72-es
A 2-es villamos 2012. március 3-ai létrejötte miatt a megszűnt 2-es buszvonal Mars tér – Erdélyi tér szakaszát helyettesíti. 2016. június 16-án útvonalát a Szegedi Ipari Logisztikai Központig hosszabbították, a korábbi útvonalán a 72A jelzéssel betétjáratot indítottak.

## Járművek
A vonalon általában csuklós autóbuszok közlekednek, ezek mindegyike alacsony padlós Mercedes-Benz Conecto G, Volvo 7700A típusú, de hétvégente Scania Citywide-ok is előfordulnak.

## Megállóhelyei
Az átszállási kapcsolatok között az Öthalmi diáklakások és az Erdélyi tér között azonos útvonalon, de az Auchan érintése nélkül közlekedő 72A autóbusz nincsen feltüntetve.
| 0                                                                                             | Szegedi Ipari Logisztikai Központ végállomás | 37 | 71, 90H |
| 1                                                                                             | Back Bernát utca                             | 36 | 71, 90H |
| A gyári műszakváltások idején a főúton található megálló helyett a buszfordulónál állnak meg. |                                              |    | |
| 3                                                                                             | Gumigyár (Gumigyár, buszforduló*)            | 32 | 71, 79H, 90H Helyközi buszok |
| 4                                                                                             | Öthalmi diáklakások                          | 33 | 71, 79H, 90H |
| Kora reggel és késő este, illetve ünnepnapokon nem érinti.                                    |                                              |    | |
| 7                                                                                             | Auchan áruház                                | ∫  | 71, 90H |
| 9                                                                                             | Zápor út                                     | 32 | 71, 79H, 90H Helyközi buszok |
| Ünnepnapokon nem érinti.                                                                      |                                              |    | |
| ∫                                                                                             | Auchan áruház                                | 31 | 71, 90H |
| 10                                                                                            | Budapesti út (Dorozsmai út)                  | 29 | 7F, 36, 67, 67Y, 71, 75, 79H, 90H Helyközi buszok |
| 12                                                                                            | Fonógyári út                                 | 27 | 3F 7F, 64, 67, 67Y, 71, 75, 79H, 90H Helyközi buszok |
| 13                                                                                            | Szeged, Rókus vasútállomás bejárati út       | 25 | 1 7F, 64, 67, 67Y, 71, 75, 78, 78A, 79H, 90H Helyközi buszok 1486, 1503, 1504 Szeged–Békéscsaba |
| 14                                                                                            | Vásárhelyi Pál utca (Kossuth Lajos sugárút)  | ∫  | 1, 2 7F, 64, 67, 67Y, 71, 75, 78, 78A, 79H |
| 15                                                                                            | Damjanich utca                               | 22 | 1, 2 7F, 64, 67, 67Y, 71, 75, 78, 78A, 79H |
| 16                                                                                            | Tavasz utca                                  | 21 | 1, 2 7F, 64, 67, 67Y, 71, 75, 78, 78A, 79H Helyközi buszok |
| ∫                                                                                             | Rókusi templom                               | 20 | 1, 2 71 |
| 18                                                                                            | Mars tér (autóbusz-állomás)                  | 19 | 5, 7, 7A, 9, 19 7F, 21, 60, 60Y, 64, 67, 67Y, 70, 71, 71A, 73, 73Y, 74, 75, 76, 76Y, 77, 77A, 77Y, 78, 78A, 79H Helyközi buszok 1374, 1375, 1441, 1503, 1504, 1506, 1507, 1510, 1513, 1515, 1516, 1517, 1518, 1841 |
| 20                                                                                            | Bartók tér                                   | ∫  | 5, 7, 7A, 9, 19 60, 60Y, 67, 67Y, 70, 71, 71A, 74, 76, 76Y |
| ∫                                                                                             | Centrum Áruház (Mikszáth utca)               | 17 | 3, 3F, 4 5, 7, 7A, 8, 9, 10, 19 20, 24, 60, 60Y, 67, 67Y, 70, 71, 71A, 74, 76, 76Y |
| 22                                                                                            | Széchenyi tér (Kelemen utca)                 | 15 | 1, 2 5, 7, 7A, 9, 19 32, 60, 60Y, 67, 67Y, 70, 71, 71A |
| 25                                                                                            | Torontál tér (P+R)                           | 12 | 5, 7 60, 60Y, 67, 67Y, 70 |
| 27                                                                                            | Sportcsarnok (Székely sor)                   | 11 | 60, 60Y, 67, 67Y, 84, 90 Helyközi buszok |
| ∫                                                                                             | Fő fasor                                     | 9  | 32, 84, 90 |
| 29                                                                                            | Közép fasor                                  | 8  | 32 |
| 30                                                                                            | Újszeged, víztorony                          | 7  | 32 |
| 31                                                                                            | Radnóti utca                                 | 5  | |
| 32                                                                                            | Thököly utca                                 | ∫  | 71, 71A |
| 33                                                                                            | Cinke utca                                   | 4  | 71, 71A |
| 34                                                                                            | Pipiske utca                                 | 3  | 71, 71A |
| 35                                                                                            | Hargitai utca                                | 2  | |
| 36                                                                                            | Pinty utca                                   | 1  | |
| 37                                                                                            | Marostő, Erdélyi tér végállomás              | 0  | |